# مک ناتس (ایندیانا)
مک ناتس (به انگلیسی: McNatts) یک منطقهٔ مسکونی در ایالات متحده آمریکا است که در ایندیانا واقع شده‌است. مک ناتس ۲۵۹ متر بالاتر از سطح دریا واقع شده‌است.